# Bernhard M. Baron

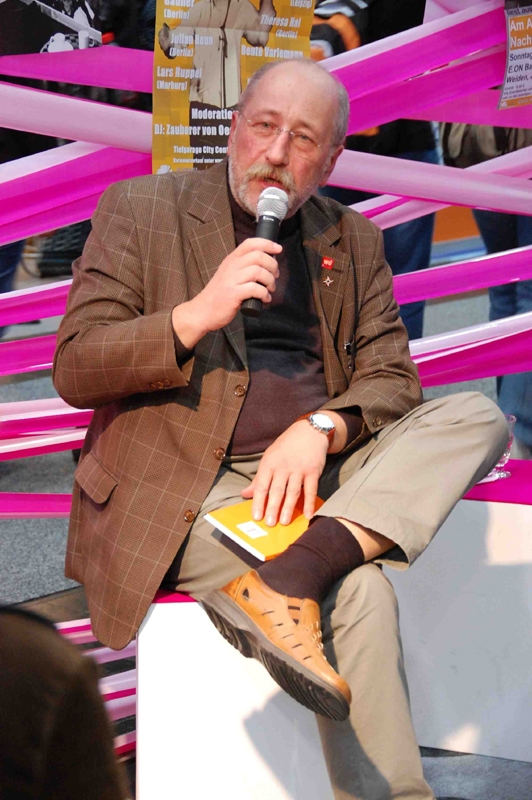
Bernhard M. Baron, Buchmesse Leipzig (20. März 2010) als Talk-Gast am Stand der „Literaturstiftung Bayern“

Bernhard Michael Baron (meist Bernhard M. Baron; * 12. Mai 1947 in Luhe) ist ein deutscher Kulturmanager und Publizist.

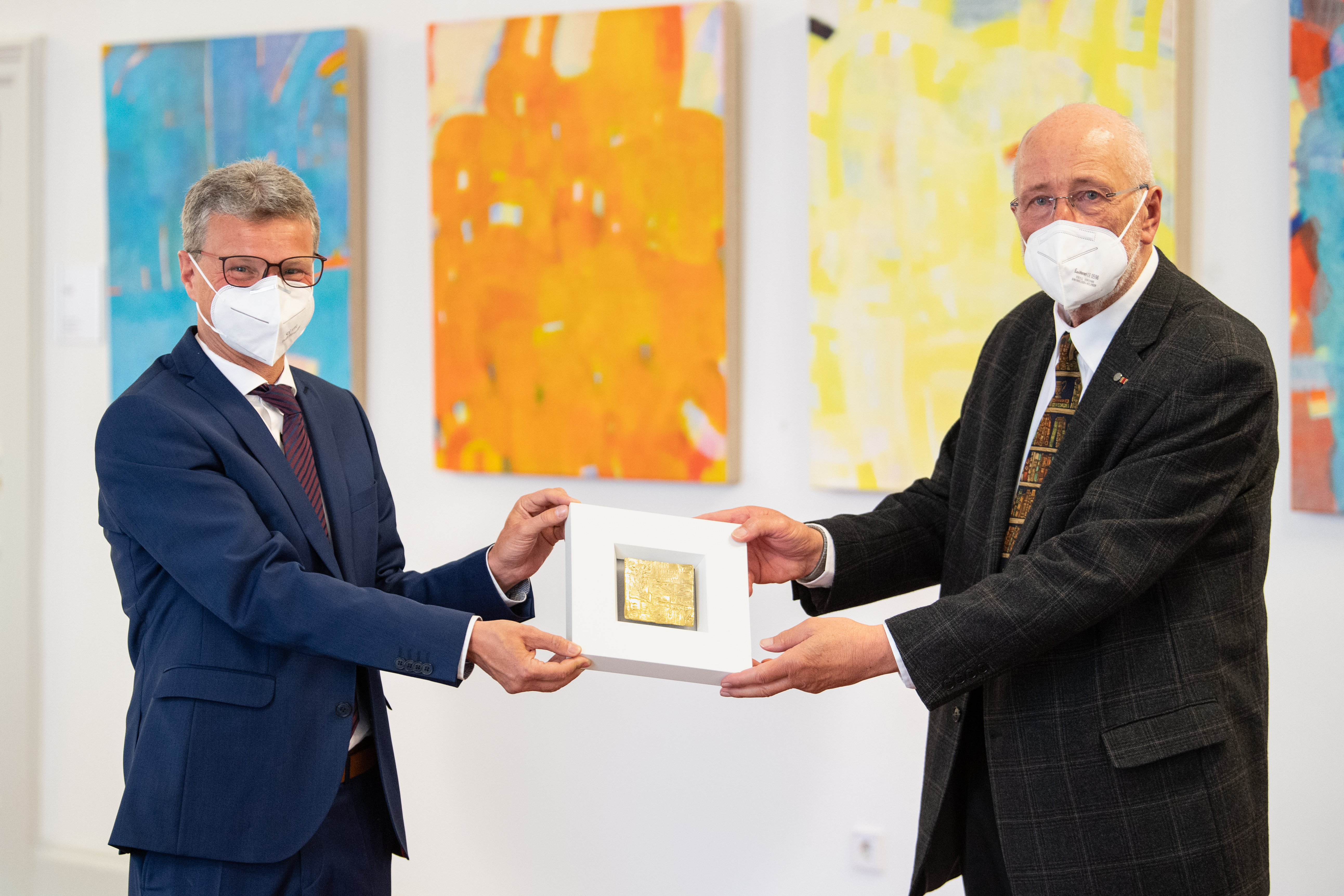
Bayer Staatsminister für Wissenschaft- und Kunstminister Bernd Sibler überreicht die Auszeichnung „Pro Meritis Scientiae et Litterarum“ am 17. Mai 2021 in München an Bernhard M. Baron

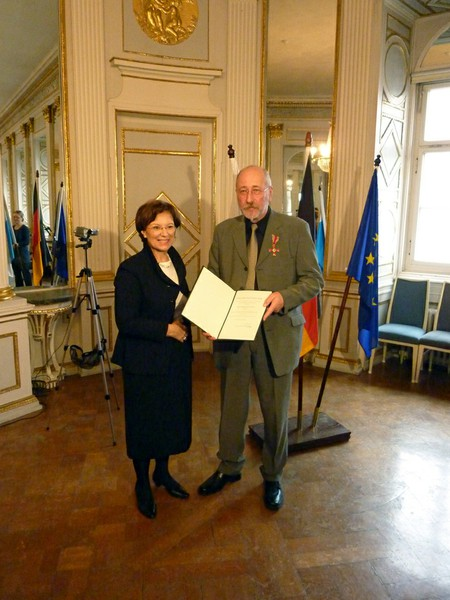
Die Bayerische Staatsministerin für Europaangelegenheiten Emilia Müller überreicht am 17. Januar 2011 im großen Sitzungssaal der Regierung der Oberpfalz in Regensburg „dem authentischen Literaturvermittler“ Bernhard M. Baron „wegen seiner literaturhistorischen Verdienste“ das Bundesverdienstkreuz am Bande.

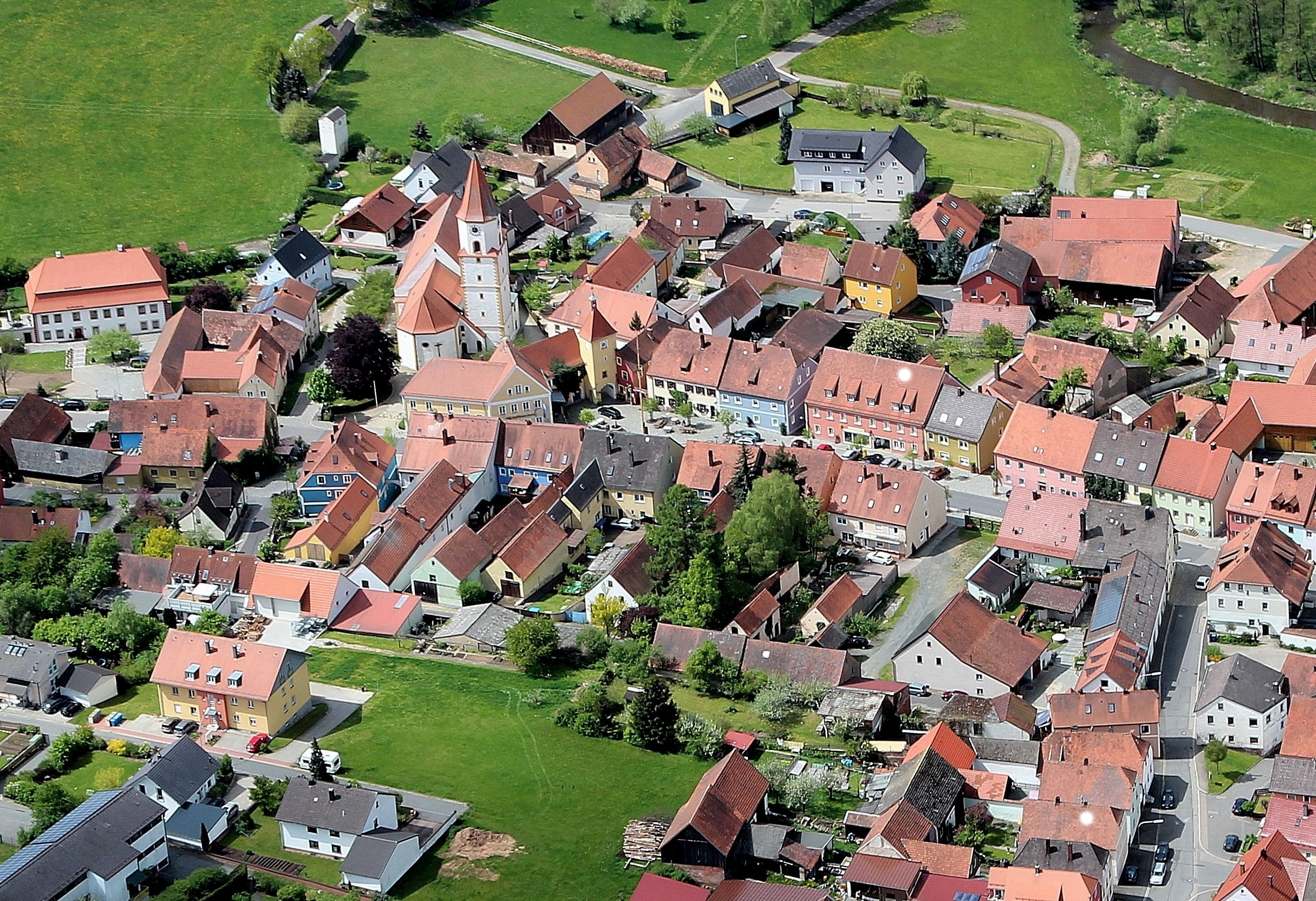
Geburtshaus von Bernhard M. Baron in Luhe (weißer Punkt auf dem Dach)

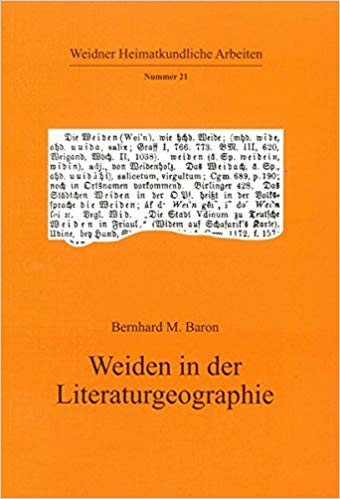
Bernhard M. Baron: Weiden in der Literaturgeographie. Eine Literaturgeschichte [= Weidner Heimatkundliche Arbeiten Nr. 21], Weiden i.d.OPf. 1992, 4. Auflage 2007

## Leben

### Familie und Jugend
Baron, zweiter Sohn des Polizeibeamten Alfons Baron (1905–1980) und der Schneidermeisterin Viktoria Baron (1907–1978), geborene Gottsmann (Tochter eines Gewerkschaftssekretärs), ist oberschlesischer Abstammung und Neffe des oberschlesischen Lyrikers und Sozialforschers Gerhart Baron (1904–1978). In Luhe und Altenstadt a. d. Waldnaab (Landkreis Neustadt an der Waldnaab) verbrachte Baron seine Kindheit und Jugendzeit. Er erwarb 1964 die Mittlere Reife an der Lobkowitz-Realschule in Neustadt a. d. Waldnaab und leistete von 1967 bis 1969 Wehrdienst bei der Luftwaffe (Fliegerhorst Landsberg/Lech und Radarstation Freising). Im Sommer 1968 beteiligte sich Baron am Einsatz der 1. Luftwaffendivision in Monthois (Departement Ardennes/Frankreich) zur Pflege und Instandsetzung des dortigen Deutschen Soldatenfriedhofs 1914–18 („Cimetiere Militaire Allemand“).

### Karriere
Bernhard M. Baron war als Verwaltungsbeamter an den Landratsämtern in Neustadt a. d. Waldnaab, Regensburg und Amberg tätig. Sein späteres Studium an der Bayerischen Beamtenfachhochschule (1973–1976) – jetzt:
Hochschule für den öffentlichen Dienst – schloss Baron 1976 als Diplom-Verwaltungswirt (FH) ab. Er beteiligte sich erfolgreich an TV-Quiz-Sendungen des Bayerischen Fernsehens (BR), so 1983 bei Bayern, wo’s kaum einer kennt und 1984 beim Bayern-Kini. Anschließend war er bis Mai 2007 als Leiter des Kultur- und Tourismusbüros der Stadt Weiden i.d.Opf. tätig.
1984 initiierte Baron die bis heute stattfindende populäre Konzertreihe Weidener Sommer-Serenaden im Max-Reger-Park. Im Jahr 1985 gründete Baron die überregionalen, jeweils thematisch unterschiedlich ausgerichteten Weidener Literaturtage, die er bis 2007 organisierte, unter anderem mit den Schriftstellern Horst Mönnich, Max von der Grün, Erich Loest, Jiří Gruša, Eda Kriseová, Herbert Rosendorfer, Hellmuth Karasek und Sandra Paretti. Sowie pflegte Baron intensiven und inspirierenden Kontakt zu den bildenden Künstlern Carlfriedrich Claus, Carl-Heinz Westenburger, Otto Herbert Hajek und Paul Schinner.
Von 1973 bis 2004 baute er ein privates Autoren- und Rezensions-Archiv der deutschsprachigen Gegenwartsliteratur zu über 3000 Autoren auf, das er im März 2004 an das Kritische Lexikon zur deutschsprachigen Gegenwartsliteratur übergab.
Bernhard M. Baron war Mitinitiator der Bayerischen Literaturtage (Literaturlandschaften Bayerns), die seit 2004 im Turnus von zwei Jahren (ab 2010 als LITERATUR UPDATE) veranstaltet werden. Seine langjährige Tätigkeit brachte ihm den Spitznamen „Kulturbaron“ ein. Seit 1988 ist Baron Beirat der Münchner Literaturzeitschrift Literatur in Bayern. Seit 2012 ist Baron Mitarbeiter/Autor des Literaturportals Bayern (der Bayer. Staatsbibliothek München). Seit Mai 2007 ist Baron Ehrenmitglied im „Heimatring Weiden“, dem Dachverband aller kultur-, heimat- und brauchtumspflegenden Verbände in Weiden i.d.OPf., seit November 2013 Ehrenmitglied im Oberpfälzer Kunstverein (OKV) Weiden i. d. OPf.
Die Person Barons erscheint verschiedentlich in literarischen Werken: Hansjörg Martin nennt in seinem Kurz-Krimi Mörder erben nicht (1993) den ermittelnden Kriminalkommissar „Bernhard Norab“ (= Ananym für „Baron“). Die Augsburger Lyrikerin Heide von Horix-Schwesinger widmete dem „homo litteratus“ (lateinisch für „Gelehrter“) das Gedicht Wörtertage (2001). Wolf Peter Schnetz skizziert den „Literaturbaron und Kulturbyroler von Weiden“ in seinem Regensburg-Roman Im Jahr der Sphinx. Rückkehr in die Stadt am Strom (2003). Friedrich Brandl erwähnt ihn in seinem Gedicht Begegnungen (2007). Im Kriminalroman Der König von Weiden (2016) von Raimund A. Mader agiert er als erzählender Literat und Feingeist „Robert Maria Graf“.

### Privatleben
Bernhard M. Baron ist verheiratet und Vater von drei Söhnen mit sieben Enkelkindern. Er lebte seit 2007 abwechselnd auf Malta und in der bayerischen Oberpfalz, seit 2019 in Niederbayern.

## Veröffentlichungen
- Weiden in der Literaturgeographie. Eine Literaturgeschichte (= Weidner Heimatkundliche Arbeiten. Nr. 21). Mit einem Geleitwort von Jiří Gruša, Weiden i.d.OPf. 1992, 4. erg. u. akt. Auflage 2007 Verlag Bodner, Pressath, ISBN 978-3-937117-54-6.
- mit Karl Bayer und Josef Mörtl: 80 Jahre Sozialdemokratie in Weiden 1897–1977. Ein Beitrag zur Geschichte der bayerischen Arbeiterbewegung, hrsg. von der Demokratischen Bildungsgemeinschaft Oberpfalz e. V., mit einem Geleitwort von Willy Brandt, Weiden i.d.OPf. 1978, DNB 369207076.
- mit Karl Bayer und Fred Lehner: 75 Jahre Sozialdemokratische Partei in Floß: 1906–1981. Hrsg. vom SPD-Ortsverein Floß, Weiden i.d.OPf. 1981.
- mit Karl Bayer und Albert Schwägerl: 75 Jahre SPD Flossenbürg: 1908–1983, hrsg. vom SPD-Ortsverein Flossenbürg i. V. mit der Demokratischen Bildungsgemeinschaft Oberpfalz e. V., Weiden i.d.OPf. 1983.
- mit Karl Bayer: Weiden 1933 – Eine Stadt wird braun. mit einem Geleitwort von Eberhard Dünninger, Generaldirektor der Bayer. Staatl. Bibliotheken, Sonderdruck des Medienhauses Weiden. Spintler Druck und Verlag, Weiden 1993. (4. Auflage. 2002)
- mit Karl Bayer: Die sozialdemokratische Arbeiterbewegung in der Stadt Weiden vor dem Ersten Weltkrieg, In: „Vorwärts immer, rückwärts nimmer!“. Ein Bilderlesebuch zur Geschichte der ostbayerischen Arbeiterbewegung, hrsg. von der Demokratischen Bildungsgemeinschaft Ostbayern e. V., Regensburg 1985, ISBN 3-925241-00-0, S. 15–26.
- mit Otmar Schwarzer: 10 x Weidener Literaturtage: 1985–1994. Eine Dokumentation, hg. vom Kulturamt der Stadt Weiden i.d.OPf., Der neue Tag/Druckhaus Oberpfalz, Weiden i.d.OPf. 1994.
- Die Weidener Literaturtage. In: Der Kulturmanager. Erfolgskonzepte und Arbeitshilfen. Teil 9 [Loseblattsammlung], Stadtbergen 1996, ISBN 3-9801921-2-1, S. 17–25.
- Hörbuch (CD): Oberpfälzer Literaturg’schichten. Radio Ramasuri, Weiden, Dezember 2001.
- mit Klaus Kuran und Gerda Moser: 40 Jahre Oberpfälzer Kunstverein e. V. Weiden: 1962–2002. (Katalog), hrsg. vom Oberpfälzer Kunstverein e. V. Weiden, Amberg 2002.
- „Kein schöner Land in dieser Zeit“. Als Anton Wilhelm von Zuccalmaglio 1839 durch die Oberpfalz reiste, In: Oberpfälzer Heimat Nr. 49, 2005, ZDB-ID 214218-1, S. 24–30.
- Parkstein im Spiegel der Literatur. In: Oberpfälzer Heimat. Nr. 51, 2007, ISBN 978-3-937117-49-2, S. 37–48.
- „Herz aus Glas“. Eine Litera-Tour entlang der Glasstraße. In: Oberpfälzer Heimat. Nr. 52 2008, ISBN 978-3-937117-63-8, S. 98–107.
- Sandra Paretti in Weiden / „Vielleicht bin ich doch eine Weidnerin?“. In: Oberpfälzer Heimat. Nr. 50, 2006, ISBN 3-937117-35-0, S. 71–80.
- Friedrich von Schiller und die Oberpfalz. In: Oberpfälzer Heimat. Nr. 53, 2009, ISBN 978-3-937117-71-3, S. 53–60.
- Das Dietrich-Eckart-Ehrenmal auf der Flossenbürg. Von einer fast errichteten NS-Thingstätte in der Oberpfalz. In: Oberpfälzer Heimat. Nr. 54, 2010, ISBN 978-3-937117-81-2, S. 40–54.
- Max von der Grün – Einer von uns. Zeit für eine persönliche und literarischen Renaissance. In: Heimat – Landkreis Tirschenreuth. Nr. 22, 2010, ISBN 978-3-939247-04-3, S. 82–90.
- Die Lehrerin Elly Maldaque Ein Oberpfälzer Frauenschicksal. In: Heimat – Landkreis Tirschenreuth. Nr. 21, 2009, ISBN 978-3-937117-86-7, S. 43–51.
- Eichendorff in der Oberpfalz. In: Oberpfälzer Heimat. Nr. 55, 2011, ISBN 978-3-939247-03-6, S. 103–116.
- Erich Loest Ein Werwolf in der Oberpfalz / Eine Reminiszenz. In: Oberpfälzer Heimat. Nr. 56, 2012, ISBN 978-3-939247-19-7, S. 209–224.
- MALTA in der deutschsprachigen Literatur. In: Germanmaltesecircle/Newsletters (Valletta 2012, aktualisiert 2017)[29]
- Franz Joachim Behnisch (1920–1983). Hommage zum 30. Todestag eines humanistischen Schriftstellers. In: Oberpfälzer Heimat. Nr. 57 2013, ISBN 978-3-939247-29-6, S. 5–16.
- Erich Ebermayer in Kaibitz. Erinnerung an einen (fast) vergessenen Schriftsteller und Drehbuchautor. In: Oberpfälzer Heimat. Band 58 2014, ISBN 978-3-939247-40-1, S. 219–229.
- Falkenberg 1945: Zwischenstation für Günter de Bruyn. In: Heimat – Landkreis Tirschenreuth. Band 26/2014, ISBN 978-3-939247-55-5, S. 163–170.
- Oswald Hafner – ein Dichter aus Neustadt an der Waldnaab. In: Oberpfälzer Heimat. Band 59, 2015, ISBN 978-3-939247-56-2, S. 158–166.
- Heide von Horix-Schwesinger. Hommage auf eine lyrische Wahl-Oberpfälzerin. In: Oberpfälzer Heimat. Band 60, 2016, ISBN 978-3-939247-69-2, S. 149–162.
- Als Emmy Ball-Hennings 1927 die ‘Konnersreuther Resl’ besuchte. In: Heimat – Landkreis Tirschenreuth. Band 28, 2016, ISBN 978-3-939247-70-8, S. 167–175.
- Albert von Schirnding in Weiden. In: Oberpfälzer Heimat. Band 61, 2017, ISBN 978-3-939247-88-3, S. 93–102.
- „Krambambuli“ im Steinwald oder Wie Christine Neubauer und Tobias Moretti nach Erbendorf kamen. In: Heimat-Landkreis Tirschenreuth. Band 29, 2017, ISBN 978-3-947247-05-9, S. 108–116.
- Gerhard Kukofka. Ein Oberschlesier in Regensburg. In: Eichendorff-Hefte. Geschichte – Kultur – Literatur, Nr. 59/2017, herausgegeben vom Oberschlesischen Eichendorff-Kultur und Begegnungszentrum in der Reihe Editio Silesia, Lubowitz/Lubowice (Polen) 2017, ISSN 1730-4873, S. 4–13.
- Carl Amery und Tirschenreuth. Eine familiäre Spurensuche. In: Heimat-Landkreis Tirschenreuth. Band 30, 2018, ISBN 978-3-947247-21-9, S. 139–145.
- Zwiesprache mit Eichendorff – der Lyriker Ernst Josef Krzywon. In: Eichendorff-Hefte. Geschichte – Kultur – Literatur, Nr. 64/2018, herausgegeben vom Oberschlesischen Eichendorff-Kultur und Begegnungszentrum in der Reihe Editio Silesia, Lubowitz/Lubowice (Polen), ISSN 1730-4873, S. 10–17.
- Herz aus Glas: Eine Litera-Tour entlang der Glasstraße Bayerischer Wald & Oberpfälzer Wald, In: Das Blaue vom Himmel. Bayerns Literatur in Essays, hrsg. Czoik, Peter; Kellner, Stephan; Schley, Fridolin, mit einem Geleitwort von Bernd Sibler, Bayer. Staatsminister für Wissenschaft und Kunst, Schriftenreihe der Bayerischen Staatsbibliothek Bd. 10, München 2020, ISBN 978-3-96233-205-1, S. 221–233.
- „Wie ich Oberpfälzerin wurde“. Gertrud von den Brincken auf Schloss Unterbruck. Aus einer Zeit[,] als im Kemnather Land für kurze Zeit eine Dichterkolonie bestand. In: Rumroth, Tod und Porzelliner (= Schriftenreihe „Heimat Landkreis Tirschenreuth“, Bd. 32), 2020, ISBN 978-3-947247-51-6, S. 32–39.
- Max Reger und seine Beziehung zu Schlesien, In: Eichendorff-Hefte / Zeszyty Eichendorffa Geschichte – Kultur – Literatur Nr. 73/2021, hrsg. von der Oberschlesischen Eichendorff-Kultur- und Begegnungsstätte in der Reihe Editio Silesia, Lubowitz/Lubowicze (Polen), ISSN 1730-4873, S. 36–43.
- Film-Drehort Grafenwöhr. Wo sich einst Dieter Borsche und Barbara Rütting trafen…, In: Oberpfälzer Heimatspiegel 2022, 46. Jg., hrsg. vom Bezirksheimatpfleger Dr. Tobias Appl, Pressath, ISBN 978-3-947247-60-8, S. 37–44.
- Das Kriegsende 1945 in Schwandorf im Spiegel der Literatur, In: Oberpfälzer Heimat, Bd. 66/2022, ISBN 978-3-947247-64-6, S. 139–150.
- Am Beispiel WITT-WEIDEN. Von der Wäsche in der Literatur, in: Oberpfälzer Heimatspiegel 2023, 47. Jg., hrsg. vom Bezirksheimatpfleger Dr. Tobias Appl, Pressath 2022, ISBN 978-3-947247-74-5, S. 32–39.
- Der Kloster-Gasthof zu Waldsassen – ein Ort der Literatur, In: Oberpfälzer Heimat Bd. 69/2025, ISBN 978-3-911515-02-3, S. 87–93.
- Ein zehnfach interessantes Land (Goethe, August 1790). Der neue Literarische Reiseführer Niederschlesien und seine Autorenbezüge zu Bayern. In: Lubowitzer Jahrbuch XXII 2024, hrsg. vom Oberschlesischen Eichendorff-Kultur-und-Begegnungszentrum i. d. R. Editio Silesia, Lubowitz/Lubowice (Polen) 2025, ISSN 1730-4873, S. 146–153.

## Auszeichnungen
- Europa-Verdienst-Medaille in Silber des Verbandes der Heimkehrer (VdH) (1990 – Laudatio: Gustl Kneidl)[30]
- Friedrich-Baur-Preis für Literatur der Bayerischen Akademie der Schönen Künste (1995 – Laudatio: Eberhard Dünninger)[31]
- Nordgaupreis des Oberpfälzer Kulturbundes (1998 – Laudatio: Josef Hammer)[32]
- Kulturpreis des Bezirks Oberpfalz in der Kategorie Literatur (2000 – Laudatio: Ludwig Spreitzer)[33]
- Ehrenkrug der Stiftung AVENTINUM[34] – Stiftung für Altbaiern, (2001 – Laudatio: Peter Esser)[35]
- „Silberne Bürgermedaille“ der Max-Reger-Stadt Weiden i. d. OPf. (2007 – Laudatio: Lothar Höher)[36]
- Ehrenmedaille „Coin“ der Unteroffizierschule des Heeres Weiden (2007 – Laudatio: Bernd J. Henn)[37]
- Kulturpreis „Brückenbauer/stavitel mostu“ des Centrum Bavaria Bohemia (2009 – Laudatio: Sissy Thammer)[38]
- Bundesverdienstkreuz am Bande für seine literaturhistorischen Verdienste (17. Januar 2011 – Laudatio: Emilia Müller)[39]
- Auszeichnung Pro meritis scientiae et litterarum des Bayerischen Staatsministeriums für Wissenschaft und Kunst für herausragende Verdienste (17. Mai 2021 – Laudatio: Bernd Sibler)[40]